# Вестергор, Свен
Свен Вестергор (дат. Svend Westergaard; 8 октября 1922 — 22 июня 1988) — датский композитор, органист и музыкальный педагог.
С 1951 г. преподавал гармонию в Королевской Датской консерватории, с 1965 г. профессор, в 1967—1971 гг. ректор; среди его учеников, в частности, Пелле Гудмундсен-Хольмгрен. Автор учебника гармонии (дат. Harmonilære; 1961), многих дидактических сочинений. В музыкальном наследии Вестергора выделяются Концерт для виолончели с оркестром (1961), Pezzo concertante для оркестра (1964), квинтет для духовых (1949), струнный квартет (1966), сонаты для виолончели и флейты соло. Эстетика Вестергора, восходящая в конечном счёте к Иоганнесу Брамсу, воспринималась уже современниками как консервативная.